# Kimbo Slice
Kimbo Slice, vlastním jménem Kevin Ferguson (8. února 1974 Nassau, Bahamy – 6. června 2016 Margate, Florida), byl americký profesionální boxer, příležitostný herec a bojovník MMA v těžké váze, původem z Baham.
Jako malý se se svou matkou a dvěma bratry odstěhoval na Floridu, kde jim zničil dům hurikán Adrew. Nejprve se živil jako vyhazovač ve striptýzového klubu, poté se stal řidičem limuzíny. Roku 2002 byl zatčen za nedovolené ozbrojování. Měřil 188 cm a vážil 106 kg.
Ke své přezdívce Slice přišel při pouliční rvačce, když soupeři natrhl obočí.
Kimbo Slice se proslavil v pouličních pěstních soubojích, které byly zveřejňovány a zpeněženy na internetu a získaly si popularitu. Jediná jeho zaznamenaná prohra v organizovaném pouličním pěstním souboji byla s bývalým bostonským policistou Seanem Gannonem, který už od roku 2004 profesionálně soutěžil v MMA, ale kariéru ukončil po třech zápasech v roce 2005; jeho poslední zápas byl v UFC, kam se Kimbo dostal až v roce 2009.[zdroj?]

## MMA kariéra
První zápas Kimba v MMA se odehrál 23. června 2007 v New Jersey. Jeho soupeř byl bývalý šampión v těžké váze Ray Mercer. Zápas skončil hned v prvním kole a Kimbo se stal vítězem. Po tomto zápase si Kimba začaly všímat lepší organizace a nakonec z Cage Fury přestoupil do EliteXC.
Další zápas z 16. února 2008 v Miami vyhrál Kimbo nad Tankem Abbottem ve 43 sekundách prvního kola. Když 31. května 2008 Kimbo vyhrál nad Jamesem Thompsonem, byl tvrdě zkritizován – Thompson dostal technické KO a Kimbo ho poté ještě třikrát udeřil.
První kdo Kimba porazil byl Seth Petruzelli 4. října 2008 na Floridě. Pořadatelé před zápasem Petruzellimu nabídli finanční obnos pokud proti Kimbovi nenasadí své nejtvrdší údery. Petruzelli však nehledě na peníze za 14 sekund zvítězil. Zanedlouho poté EliteXC zkrachovala a Kimbo se dostal až do UFC.
Jediný zápas v UFC roku 2010 prohrál s Mattem Mitrionem na TKO, což zavinilo vyhození z UFC. Od té doby se začal místo MMA věnovat boxu, kde využívá svých zkušenostní z pouličních pěstních soubojů a zatím ani jednou neprohrál.
Po téměř dvou letech pauzy Kimbo ohlásil další boxerský zápas s Bělorusem Alexandrem Ustinovem, který se měl odehrát 11. prosince 2014 v Dynamo palace v Moskvě. Mělo jít o největší boxerský zápas v Kimbově kariéře. Ze zápasu však kvůli neshodám ohledně financí sešlo.
20. června 2015 se uskutečnil zápas mezi Kimbem a 51letým Kenem Shamrockem, který proběhl pod záštitou Bellatoru v St. Louis. Kimbo zvítězil už v prvním kole na KO. Zápas se měl odehrát už v roce 2008 v organizaci EliteXC, ale kvůli Shamrockovu zranění byl zrušen. Shamrocka tehdy nahradil Seth Petruzelli.
| Výsledek | Bilance | Soupeř            | Metoda           | Událost                    | Datum              | Kolo | Čas  | Místo                                   |
| -------- | ------- | ----------------- | ---------------- | -------------------------- | ------------------ | ---- | ---- | --------------------------------------- |
| NC       | 5-2 (1) | Dhafir Harris     | Bez výsledku     | Bellator 149               | 19. února 2016     | 3    | 1:32 | Houston, Spojené státy americké         |
| Výhra    | 5-2     | Ken Shamrock      | KO (pěstí)       | Bellator 138               | 20. června 2015    | 1    | 2:22 | St. Louis, Spojené státy americké       |
| Prohra   | 4-2     | Matt Mitrione     | TKO (údery)      | UFC 113                    | 8. května 2010     | 2    | 4:24 | Montréal, Kanada                        |
| Výhra    | 4-1     | Houston Alexander | Na body          | Ultimate Fighter 10 Finale | 5. prosince 2009   | 3    | 5:00 | Las Vegas, Spojené státy americké       |
| Prohra   | 3-1     | Seth Petruzelli   | KO (pěstí)       | EliteXC: Heat              | 4. října 2008      | 1    | 0:14 | Sunrise, Spojené státy americké         |
| Výhra    | 3-0     | James Thompson    | TKO (údery)      | EliteXC: Primetime         | 31. května 2008    | 3    | 0:38 | Newark, Spojené státy americké          |
| Výhra    | 2-0     | Tank Abbott       | KO (pěstí)       | EliteXC: Street Certified  | 16. února 2008     | 1    | 0:43 | Miami, Spojené státy americké           |
| Výhra    | 1-0     | Bo Cantrell       | Donucení (údery) | EliteXC: Renegade          | 10. listopadu 2007 | 1    | 0:19 | Corpus Christie, Spojené státy americké |

## Filmografie
- 2012 Král Škorpion - Bitva osudu
- 2009 Blood and Bone
- 2009 Noční Show Jimmyho Fallona (TV pořad)